# ژرمن دریک
ژرمن دریک (انگلیسی: Germain Derycke; ۲ نوامبر ۱۹۲۹ – ۱۳ ژانویهٔ ۱۹۷۸) دوچرخه‌سوار اهل بلژیک بود.
وی در مسابقات کشوری و بین‌المللی در مجموع برندهٔ ۱ مدال نقره، ۱ مدال برنز شده‌است.